# Classic Brugge–De Panne 2023
Classic Brugge–De Panne 2023 a fost ediția a 47-a cursei de ciclism Classic Brugge–De Panne, cursă de o zi. S-a desfășurat pe data de 22 martie și face parte din calendarul UCI World Tour 2023. Cursa a fost a zecea probă în cadrul turneului mondial.

## Echipe participante
La această cursă au participat 22 de echipe: 16 din UCI World Tour invitate automat, la care s-au adăugat șapte echipe continentale care au primit wildcard-uri.

### Echipe UCI World
| - Alpecin–Deceuninck - Arkéa-Samsic - Astana Qazaqstan Team - Bora–Hansgrohe - Cofidis - EF Education–EasyPost - Groupama–FDJ - Intermarché–Circus–Wanty - Movistar Team | - Soudal Quick-Step - Team Bahrain Victorious - Team DSM - Team Jayco–AlUla - Team Jumbo–Visma - Trek-Segafredo - UAE Team Emirates |  |

### Echipe continentale profesioniste UCI
| - Bingoal WB - Israel–Premier Tech - Lotto–Dstny | - Team Flanders–Baloise - Team TotalEnergies - Uno-X Pro Cycling Team |  |

## Rezultate
Rezultate oficiale
| Loc | Concurent             | Echipă                 | Timp       |
| --- | --------------------- | ---------------------- | ---------- |
| 1   | Jasper Philipsen      | Alpecin–Deceuninck     | 4h 44' 59" |
| 2   | Olav Kooij            | Team Jumbo–Visma       | +0"        |
| 3   | Yves Lampaert         | Soudal Quick-Step      | +0"        |
| 4   | Frederik Frison       | Lotto–Dstny            | +1"        |
| 5   | Fabio Jakobsen        | Soudal Quick-Step      | +21"       |
| 6   | Jonas Rickaert        | Alpecin–Deceuninck     | +21"       |
| 7   | Cédric Beullens       | Lotto–Dstny            | +21"       |
| 8   | Stian Fredheim        | Uno-X Pro Cycling Team | +21"       |
| 9   | Juan Sebastián Molano | UAE Team Emirates      | +21"       |
| 10  | Marijn van den Berg   | EF Education–EasyPost  | +21"       |